# Norbert Küpper (Grafikdesigner)
Norbert Küpper (* in Düsseldorf) ist ein deutscher Zeitungsdesigner, Grafikdesigner, Typograf und Leseforscher.

## Biografie
Küpper absolvierte zunächst eine Ausbildung zum Schriftsetzer und studierte anschließend Visuelle Kommunikation am Fachbereich Design der Hochschule Düsseldorf.
1984 gründete er das Büro für Zeitungsdesign. Er hat mehr als 180 Zeitungen neugestaltet. Er arbeitet überwiegend im deutschen Sprachraum, hat aber auch Titel in den Vereinigten Arabischen Emiraten, Polen, Tschechien, der Slowakei und Italien neugestaltet.
Zu Vorträgen und Seminaren war er auch an verschiedenen Hochschulen als Gastredner eingeladen, unter anderem: Fontys School of Journalism, Tilburg, Niederlande; Züricher Hochschule der Künste (ZHdK), Studiengang Cast Studiengang audiovisuelle Medien.
Von 1981 bis 2007 war er Lehrbeauftragter für Editorial Design an der Hochschule Düsseldorf.
Neben seiner Tätigkeit als Zeitungsdesigner erforscht er das Leserverhalten mit einer Blickaufzeichnungs-Kamera. Aktuelle Ergebnisse sind in dem Buch Zeitungsdesign und Leseforschung dokumentiert, das im Jahr 2015 erschienen ist. In dem Buch sind sechs Neugestaltungen von Küpper dokumentiert: VDI Nachrichten, Stuttgarter Nachrichten, GrenzEcho (Eupen, Belgien), Mindener Tageblatt, Wirtschaftszeitungen (Österreich) und die Fachzeitung Produktion. Die Grundlage des Buches bildet ein Überblick über aktuelle Blickaufzeichnungs-Projekte.
Das Buch wurde auch in englischer Sprache veröffentlicht: Newspaper Design and Reading Research.
Seit 1998 veranstaltet Küpper den European Newspaper Award, einen europäischen Wettbewerb für Konzept und Design von Zeitungen. Zu jedem Jahrgang des Wettbewerbs ist ein Jahrbuch (Zeitungsdesign) mit den Ergebnissen erschienen. Der Band Zeitungsdesign 19 ist im März 2018 als DVD erschienen.
2003 gründete er den European Newspaper Congress, der in den ersten vier Jahren im Krönungssaal des Aachener Rathauses und seit mehr als 10 Jahren im Rathaus der Stadt Wien stattfindet. Am 18. European Newspaper Congress 2017 nahmen mehr als 500 Journalisten und Verlagsmanager aus 33 Ländern teil. Der European Newspaper Congress wird vom Verlag Oberauer, Salzburg, in Kooperation mit Küpper veranstaltet.
Seit 1989 ist er Autor einer Kolumne über Zeitungsdesign in der Zeitschrift Medium Magazin.
Im Jahr 2014 war er Sprecher beim 36. internationalen Congress der SND – Society for Newsdesign – in Frankfurt am Main. Sein Thema: „Europas Creative Diversity in Print and Online“.
Im Februar 2018 veröffentlichte er auf medium.com eine Analyse des neuen Logos und Corporate Design der Lufthansa. Dazu lud er fünf Spezialisten für Logodesign aus Dänemark, Luxemburg, Brasilien, Griechenland und den Niederlanden ein.
Er ist außerdem Autor zahlreicher Fachartikel. Im Jahr 2018 veröffentlichte er eine Blattkritik von elf Designern über die Neugestaltung von The Guardian.